# 胸骨
胸骨（きょうこつ、英語：sternum）は人においては胸郭前面の正中部にある扁平骨であり、上から胸骨柄・胸骨体・剣状突起の3部からなる。

## 造血器官
成人は胸骨には腸骨に次いで大量の骨髄が存在し、血液の20～30%程度は胸骨で作られる。

## 胸骨骨折

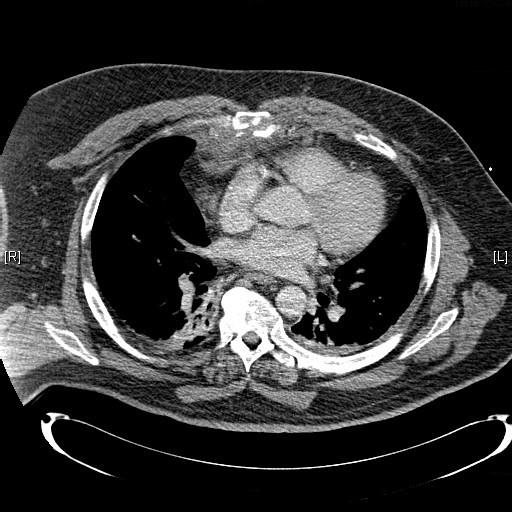
胸骨粉砕骨折と続発した胸骨後血腫 （CT）

胸骨骨折（英語：fracture of the sternum、ドイツ語：Sternumfraktur）は胸郭骨折の1つである。ほとんどの場合は直達外力によって発生し、骨折部位としては胸骨柄、胸骨体の境界部に多く発生する。頻度は高くなく、交通事故の際に運転者がハンドルで前胸部を強打するなどして生じることが多い。
症状
疼痛、局所圧痛、腫脹、縦隔症状などが現れる。
治療
胸郭内内臓損傷の合併がない場合には絆創膏固定、バストバンド固定を3、4週間施す。転位が大きく、呼吸、循環に支障が認められる場合は手術療法を行う。

## 動物の胸骨
胸骨の一つの大きな役割は前肢の基部骨格、つまり肩帯と体幹部の結合である。肩帯は肩胛骨・前烏口骨・烏口骨の3つ、あるいは肩胛骨・鎖骨・烏口骨の3要素からなるが、これらの接点に前肢の基部が結合し、前烏口骨、あるいは鎖骨の部分に胸骨が結合する。こうして前肢は肩帯・胸骨・肋骨を経て脊椎骨と結びついている。胸骨は前肢を動かす筋肉の付着箇所としても重要であり、運動において前肢の役割が大きい動物ほど胸骨は大型化する傾向がある。
胸骨は脊椎動物の四肢動物のうち、主に有羊膜類に見られる。広義の両生類である迷歯類は胸骨の存在した化石証拠が得られていない。これは迷歯類が胸骨を持たなかったか、あるいは軟骨性であったため保存されなかったと考えられている。現生の両生類では無尾類（カエル）でのみ胸骨が発達する。有尾類の胸骨は小さく分離しており、マッドパピーでは軟骨の結節として、サンショウウオでは胸骨片として存在する。無足類（アシナシイモリ）は胸骨の痕跡が確認されていない。現生の両生類は陸上生活を送る中で、常時生じる機械的圧力に対する応答として、それぞれ独立に胸骨を獲得した可能性がある。
爬虫類の胸骨にも多様性が見られる。鱗竜類のヘビは胸骨を持たず、肋骨を靭帯で接続しているため、肋骨を大きく展開することが可能である。一方で同じく鱗竜類に属するトカゲは高い敏捷性を持ち、盾状の頑強な軟骨あるいは置換骨性の胸骨で前肢帯を固定している。主竜類に近い位置に置かれるカメは胸骨を持たず、繊維性靭帯や軟骨により腹側で前肢帯を結合している。主竜類のワニは1枚の単純な軟骨板で形成された胸骨を持つ。ワニの胸骨は前側で前烏口骨と付着し、後側では石灰化した繊維性膜として腹肋と癒合する。

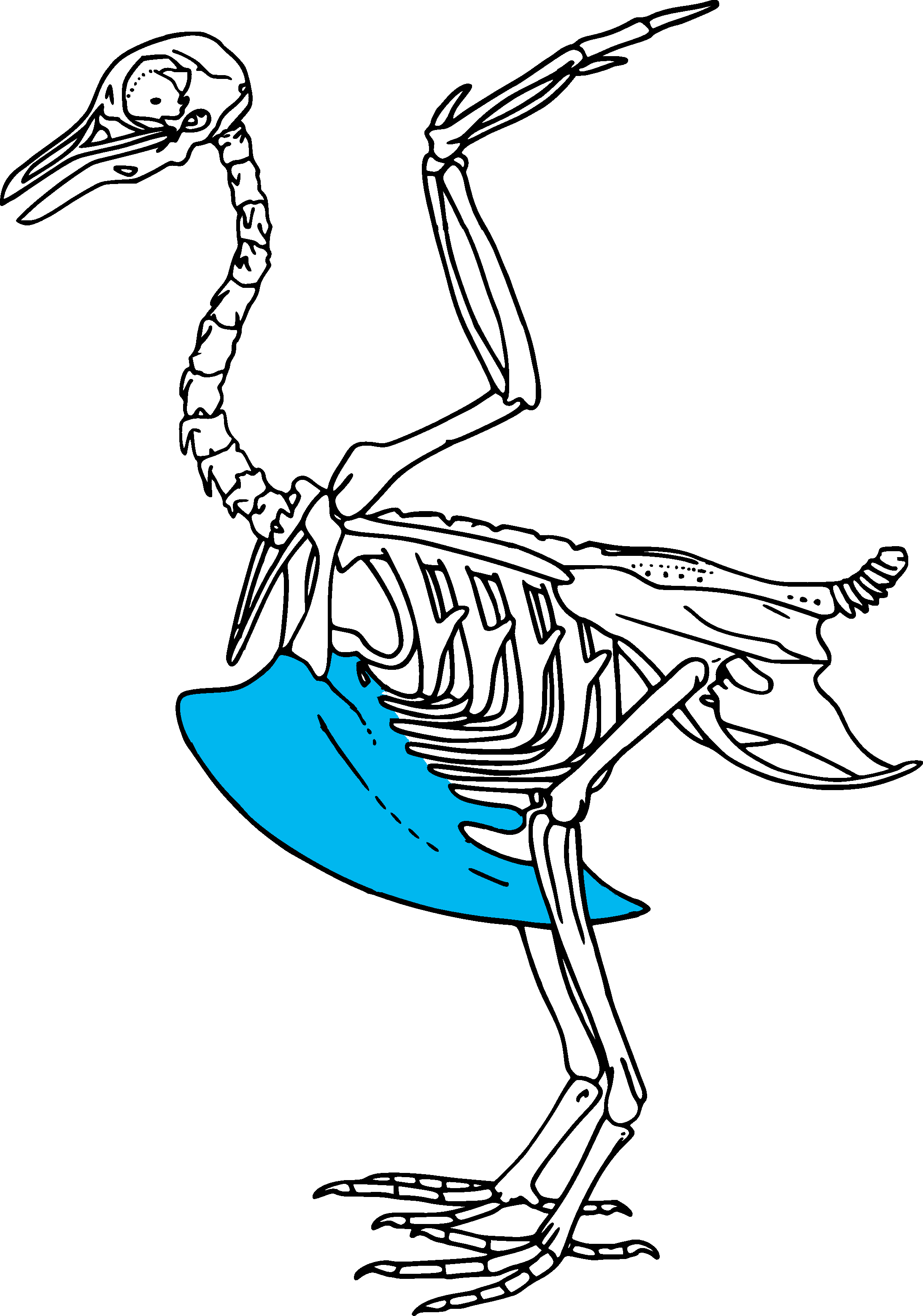
竜骨突起の発達した鳥類

絶滅した主竜類のグループである翼竜や非鳥類型恐竜にも胸骨は存在しており、特に飛翔能力を持つ翼竜の胸骨は巨大化している。恐竜はアーケオプテリクスの段階ではまだ胸骨が発達していなかったが、鳥類は飛翔筋の付着する竜骨突起が発達し、翼竜との収斂進化を遂げている。
哺乳類の胸骨は一連の胸骨片から構成されており、爬虫類の胸骨と比べて幅が狭い。最後位の胸骨片は剣状突起を持ち、軟骨あるいは置換骨で構成されている。クジラのような海棲哺乳類は胸骨片同士が癒合して相対的に小型の胸骨を形成しており、関節する肋骨は陸棲哺乳類と比べて少なくなっている。